# Razpolovni čas
| Število pretečenih razpolovnih časov | preostali delež | preostali odstotek | preostali odstotek |
| ------------------------------------ | --------------- | ------------------ | ------------------ |
| 0                                    | 1/1             | 100                |                    |
| 1                                    | 1/2             | 50                 |                    |
| 2                                    | 1/4             | 25                 |                    |
| 3                                    | 1/8             | 12                 | ,5                 |
| 4                                    | 1/16            | 6                  | ,25                |
| 5                                    | 1/32            | 3                  | ,125               |
| 6                                    | 1/64            | 1                  | ,563               |
| 7                                    | 1/128           | 0                  | ,781               |
| ...                                  | ...             | ...                | ...                |
| n                                    | 1/(2n)          | 100/(2n)           | 100/(2n)           |

Razpolóvni čás (oznaka t1/2) ali razpolovna doba je matematični in znanstveni opis eksponentnega ali postopnega razpadanja.
Razpolovni čas so zelo pogosto uporablja za opis količin ki eksponentno upadanjo (na primer radioaktivni razpad), kjer je razpolovna doba konstantna za celoten čas razpada, in je značilna enota (naravna enota obsega) za enačbo eksponentnega razpada. Vendar pa je lahko razpolovna doba določena tudi za ne-eksponentne procese upadanja, čeprav se v teh primerih razpolovna doba med samim procesom razpada spreminja.
Razpolovni čas je v jedrski fiziki čas, v katerem pade število atomskih jeder, ki radioaktivno razpadajo, na eno polovico začetne vrednosti, ali čas, v katerem aktivnost takega vzorca pade na eno polovico začetne vrednosti. Mednarodni sistem enot predpisuje za razpadni čas osnovno enoto s.
Razpolovni čas je povezan z razpadnim časom τ:
{\displaystyle t_{1/2}=\tau \ln 2\!\,.}
Pri tem z »ln« označuje naravni logaritem.

## Verjetnostna narava razpolovnega časa
Razpolovni čas se pogosto opisuje kot razpad diskretnih subjektov, kot so radioaktivni atomi. V tem primeru se ne da uporabiti opredelitve "razpolovna doba je čas, potreben da natanko polovica subjektov razpade". Na primer, če je samo en radioaktiven atom z razpolovno dobo 1 sekundo, po eni sekundi ne bo ostala "polovica atoma". Ostal bo bodisi en atom ali pa atoma ne bo, odvisno od tega, ali bo razpadel.
Namesto tega je razpolovna doba opredeljena v smislu verjetnosti. To je čas, ko bo pričakovana vrednost števila subjektov, ki so razpadla, enaka polovici prvotnega števila. Na primer, lahko začnete z enim samim radioaktivnim atomom, počakajte 1 razpolovno dobo in ocenite ali je razpadel v tem časovnem obdobju. Morda bo in morda ne bo. Ampak, če se ta poskus ponovi znova in znova, bo v času razpolovne dobe atom razpadel v polovici primerov.
V nekaterih poskusih (na primer sinteza umetnih elementov), je v resnici proizveden samo en radioaktivni atom naenkrat, ki mu o življenjsko dobo individualno izmerijo. V tem primeru je potrebna statistična analiza za sklepanje o razpolovni dobi. V drugih primerih razpada zelo veliko število enakih radioaktivnih atomov v merjenem času. V tem primeru zakon velikih števil (statistična verjetnost) zagotavlja, da je število atomov, ki dejansko razpadejo v bistvu enako številu atomov, ki dejansko razpadejo. Z drugimi besedami, z dovolj velikim število propadajočih atomov, se verjetnostne vidike tega procesa ne upošteva.

## Razpolovna doba v biologiji in farmakologiji
Biološka razpolovna doba ali razpolovni čas izločanja je čas, potreben za snovi (zdravila, droge, radioaktivne snovi ali druge), da izgubijo polovico svoje farmakološke, fiziološke ali radiološke aktivnosti. V medicinskem okviru lahko razpolovna doba pomeni tudi čas, potreben da se koncentracija snovi v krvni plazmi razpolovi ("razpolovni čas plazme"). Razmerje med biološkim in plazmskim razpolovnim časom snovi je lahko zapleteno zaradi različnih dejavnikov, vključno s kopičenjem v tkivih, aktivnih presnovkov, in interakcij z receptorji. 
Medtem ko je radioaktivni izotop razpade povsem predvidljivo in je konstanta hitrosti določena, odprava snovi iz živega organizma sledi bolj zapletenemu mehanizmu.
Na primer, biološki razpolovni čas vode v človeku je približno 7 do 14 dni, čeprav je to mogoče spremeniti z vedenjem. Biološka razpolovna doba cezija pri ljudeh je med enim in štirimi meseci. To se lahko skrajša s hranjenjem osebe z železovim cianidom (prusko modra), ki deluje kot ionski izmenjevalec, ki absorbira cezij in sprošča kalijeve ione.